# سیارک ۱۸۸۰۶
سیارک ۱۸۸۰۶ (به انگلیسی: 18806 Zachpenn، نامگذاری:1999JX79) هجده هزار و هشتصد و ششمین سیارک کشف شده‌است که در ۱۳ مه ۱۹۹۹ کشف شد.
قدر مطلق سیارک برابر ۱۷.۸ است.